# Озёрные арабы

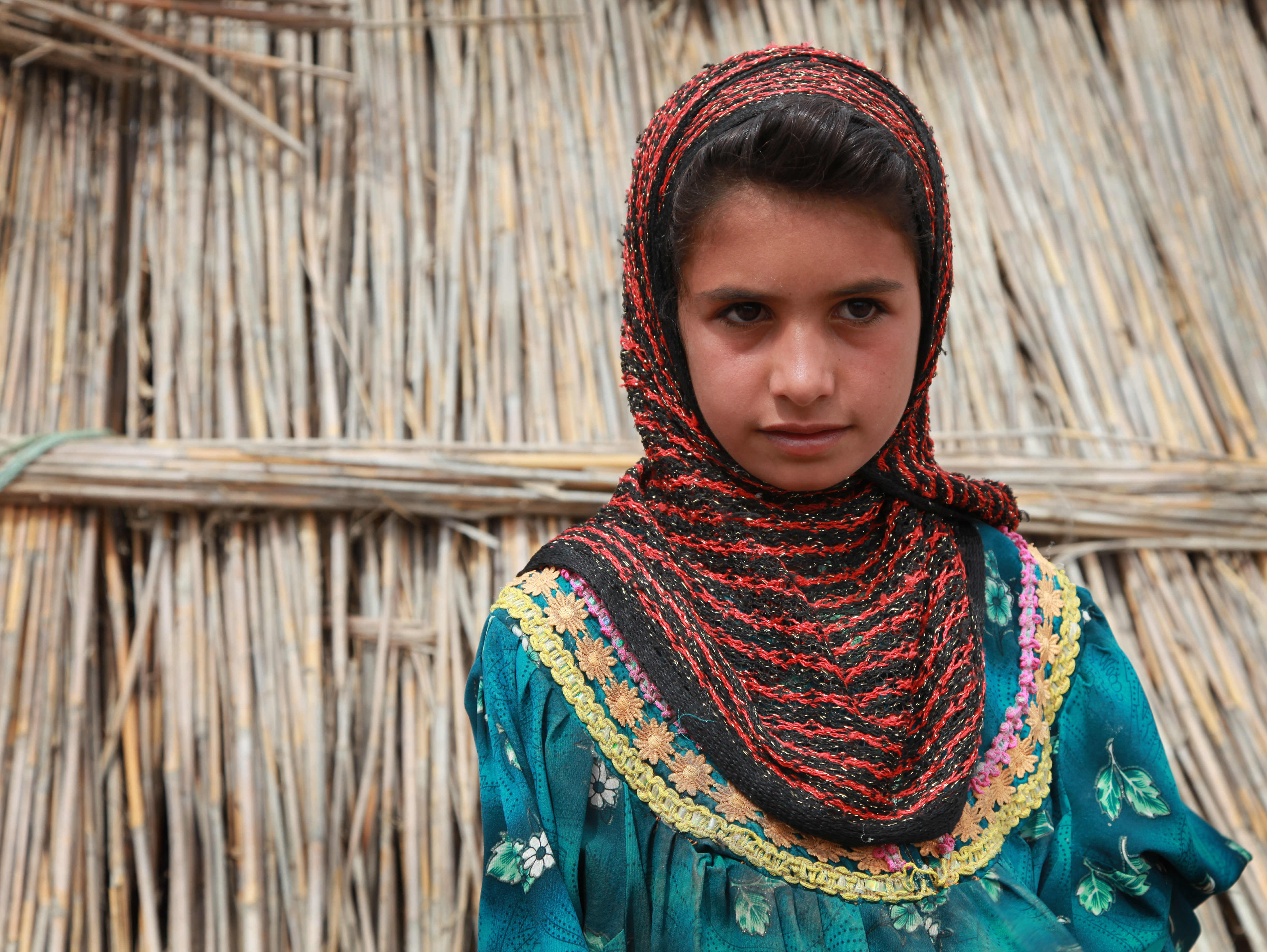
Девочка мааданка из Аль-Кубры, Ирак

Озёрные арабы, боло́тные ара́бы (араб. عرب الأهوار‎, самоназвание — маада́н, араб. معدان‎, ед. ч. маи́ди, معيدي‎) — жители месопотамских болот (маршей) низовий Тигра и Евфрата и Шатт-эль-Араба, на юго-востоке Ирака, вдоль границы с Ираном.
Состоят из различных племенных объединений, таких как Аль Бу-Мухаммад, Ферайгат, Шагбана, Бани Лам, мааданы создали уникальную культуру, сосредоточенную на природных ресурсах маршей. Многие жители болот были перемещены, когда водно-болотные угодья были осушены во время и после восстаний 1991 года в Ираке.

## Культура

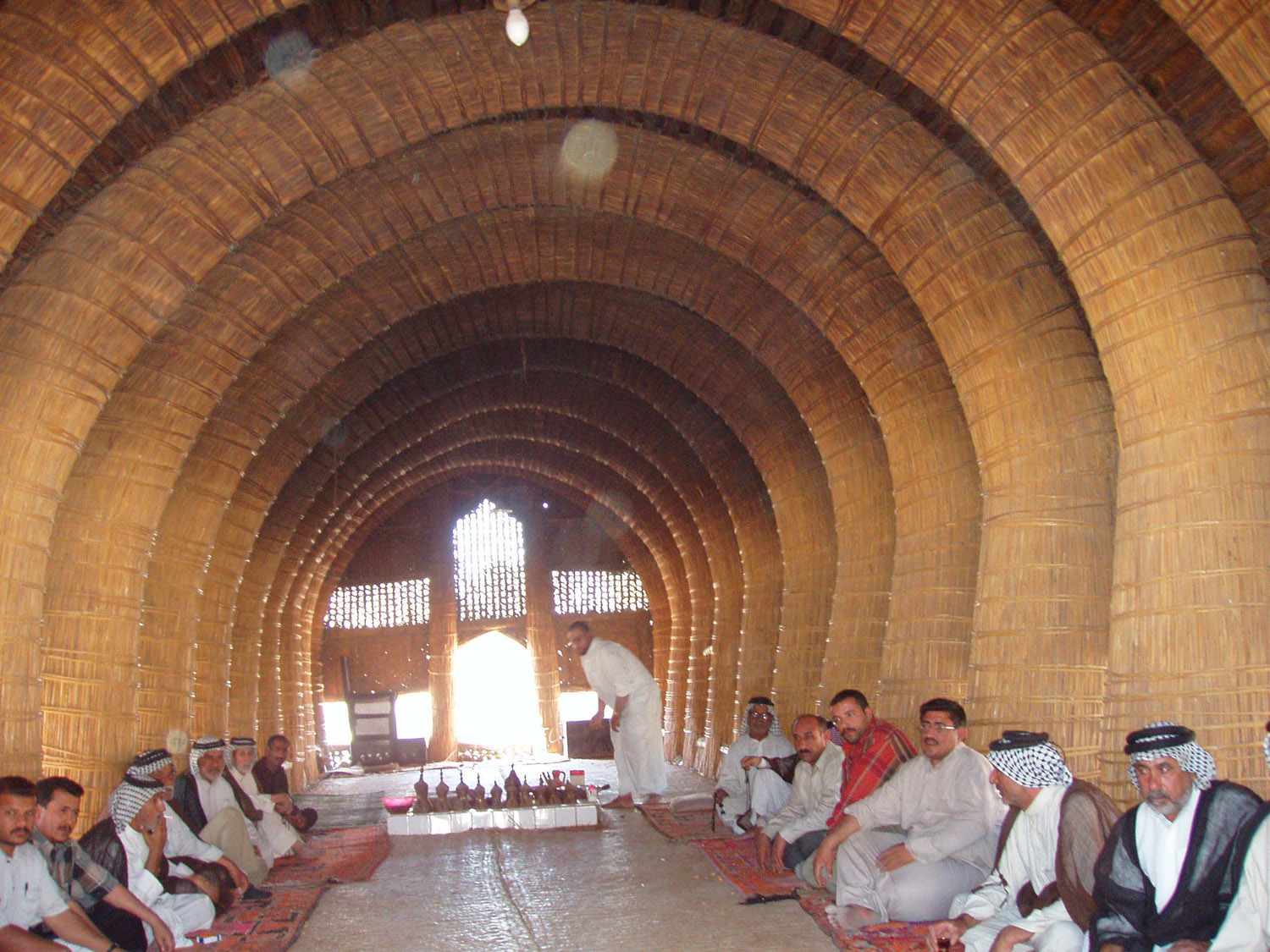
Интерьер мааданского мудхифа

Термин «маадан» пренебрежительно использовался племенами пустыни для обозначения оседлых жителей Месопотамии, занимающихся сельским хозяйством, а также для обозначения населения болот.
Мааданы говорят на местной разновидности иракского диалекта арабского языка. Традиционной одеждой мужчин является сауб и куфия, закрученная в виде тюрбана, так как немногие могут позволить себе икаль.

### Сельское хозяйство
Общество болотных арабов разделено на две основные группы по роду занятий. Одна группа разводит водяных буйволов, в то время как другие выращивают такие культуры, как рис, ячмень, пшеница и негритянское просо; они также держат немного овец и крупного рогатого скота. Особенно важным является выращивание риса; оно проводится на небольших участках, расчищенных в апреле и засеянных в середине мая. Сезоны выращивания отмечаются восходом и заходом определённых звёзд, таких как Плеяды и Сириус.
Некоторые ветви мааданов являются кочевыми скотоводами, возводящими временные жилища и перегоняющими буйволов по болотам в зависимости от сезона. Некоторые виды рыбной ловли, особенно усачей, практикуются с использованием копий и яда дурмана, но крупномасштабная рыбная ловля с использованием сетей до недавнего времени считалась мааданами бесчестной профессией и в основном осуществлялась отдельным племенем низкого статуса, известным как Бербера. Однако к началу 1990-х годов до 60 % от общего количества рыбы, выловленной во внутренних водах Ирака, поступало из болот.
В конце XX века в жизнь болотных арабов вошло третье основное занятие — плетение тростниковых циновок в коммерческих масштабах. Хотя они часто зарабатывали гораздо больше, чем работники сельского хозяйства, на ткачей смотрели свысока как мааданы, так и крестьяне; однако финансовые проблемы привели к тому, что эта профессия постепенно получила признание как респектабельная.

### Религия
Большая часть болотных арабов является мусульманами-шиитами, хотя в болотах встречаются небольшие общины мандеев, говорящих на мандейском языке (часто работающих строителями лодок и ремесленниками). Длительная связь жителей с племенами в Персии, возможно, повлияла на распространение шиитской версии ислама в болотах. Уилфред Тесигер прокомментировал, что, хотя он встречал мало болотных арабов, совершивших хадж, многие из них совершили паломничество в Мешхед; ряд семей также утверждали, что происходят от Мухаммеда, приняв титул сеид и покрасив свои кефии в зелёный цвет.
Мааданы проводили большую часть своих богослужений в уединении, так как в болотах не было мест поклонения; некоторые, как известно, посещали гробницу Ездры, одно из немногих как-либо связанных с религией мест в этом районе.

### Общество

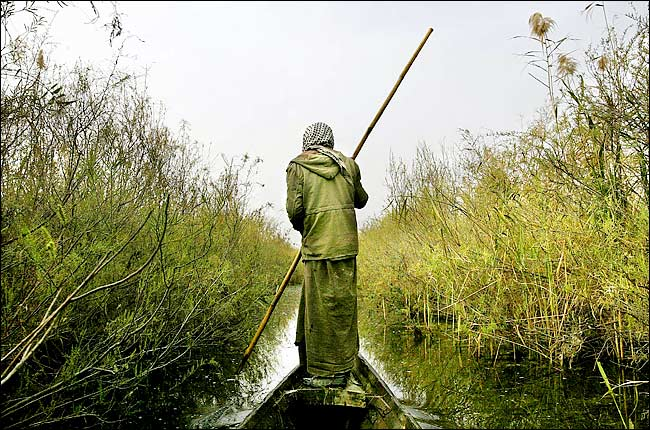
Болотный араб

Как и в большинстве племён южного Ирака, главным авторитетом является шейх племени. По сей день он собирает дань со своего племени, чтобы поддерживать мудхиф, гостевой дом племени, который действует как политический, социальный, судебный и религиозный центр мааданов. Мудхиф используется как место для урегулирования споров, для проведения дипломатических переговоров с другими племенами и как место сбора для религиозных и иных праздников. Это также место, где посетителям оказывают гостеприимство. Хотя шейх племени это главная фигура, каждая деревня мааданов (в которой могли быть представители нескольких разных племён) также подчиняются власти наследственного калита («вождя») определённой части племени.
Кровная месть, которая может быть прекращена только калитом, — характерная черта жизни болотных арабов, как и у бедуинов. Многие из кодексов поведения болотных арабов похожи на кодексы поведения пустынных племён.

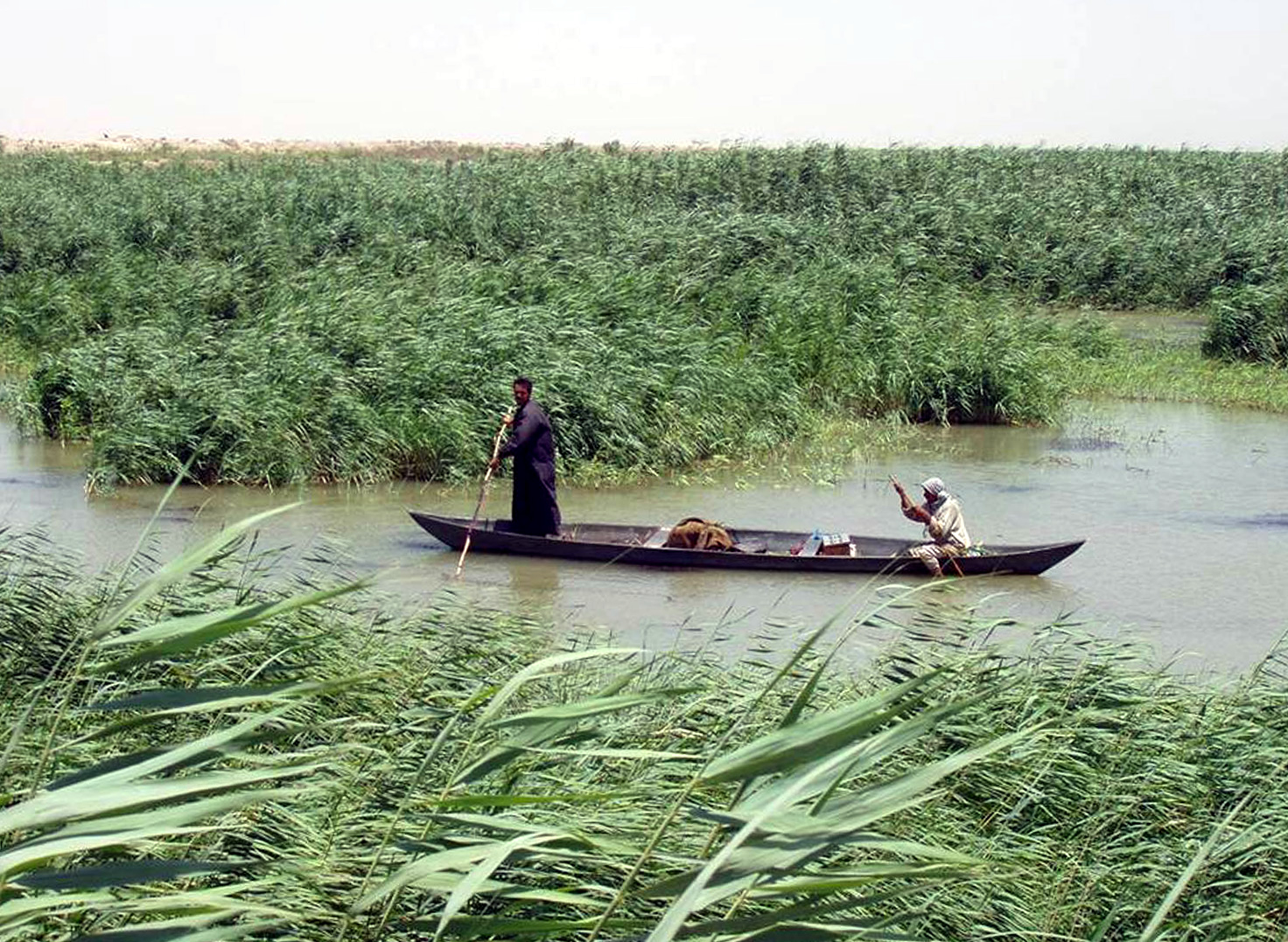
Болотные арабы плывут на машуфе

Большинство болотных арабов живут в арочных тростниковых домах, значительно меньших, чем мудхиф. Типичное жилище обычно имеет чуть более двух метров в ширину, около шести метров в длину и чуть менее трёх метров в высоту и строится либо у воды, либо на искусственном острове из тростника, называемом кибаша; более постоянный остров из слоистого тростника и грязи называется дибин. Дома имеют входы с обоих концов и ширму посередине; один конец используется как жилище, а другой конец (иногда дополненный ситрой, длинной тростниковой конструкцией) используется для укрытия животных в плохую погоду. Раба — это жильё более высокого статуса, отличающееся входом, выходящим на север, которое также служит гостевым домом там, где нет мудхифа. Традиционные лодки (машуф и тарада) используются в качестве транспорта: мааданы гоняют буйволов через заросли тростника в сезон отлива, чтобы создать каналы, которые затем постоянно остаются открытыми для лодок.
Болотная среда означает, что некоторые болезни, такие как шистосомоз и малярия, являются эндемичными; сельское хозяйство и дома мааданов также подвержены периодическим засухам и наводнениям.

### Теории происхождения
Происхождение мааданов всё ещё представляет определённый интерес. Британским колониальным этнографам было трудно классифицировать некоторые социальные обычаи мааданов, и они предположили, что они могли возникнуть на Индийском субконтиненте.
Многие учёные считают, что мааданы происходят от древних шумеров, исходя из исторических и генетических связей между болотными арабами, основанных на общих методах ведения сельского хозяйства, а также методах строительства домов и месте проживания шумеров, владевших Междуречьем многие века, прежде чем смешаться с аккадцами и образовать народность вавилонян. Однако письменных свидетельств о болотных арабах не существует до IX века, о шумерах же информация теряется примерно к 1800 году до н. э., примерно за 2700 лет до первого письменного упоминания мааданов, хотя известно, что они проживали там и до их первого письменного упоминания.
По большей части, культура современных мааданов имеет много общего с культурой пустынных бедуинов, которые пришли в эти земли после падения Аббасидского халифата, поэтому вполне вероятно, что бедуины сыграли определённую роль в их этногенезе.

## Осушение болот
С глубокой древности земледелие в Месопотамии было основано на мелиорации, «отделении земли от воды» по словам шумеров — то есть осушении болот с целью высвобождения земли под пашню и строительстве системы оросительных каналов. Поддержание созданного ещё древними шумерами хозяйственного комплекса позволяло прокормить огромное население Вавилонии и Багдадского халифата. Однако в результате упадка цивилизации достижения древних земледельцев были утеряны, а на месте сельскохозяйственных угодий восстановились болота. Труднодоступные заболоченные территории нередко становились прибежищем для повстанцев и разбойников, как это произошло после восстания зинджей. Планы осушения месопотамских болот, бывших местом размножения комаров — разносчиков малярии, и перенаправления высвободившейся воды на нужды земледелия вынашивались ещё британской колониальной администрацией в начале 1950-х годов. После обретения страной независимости активное развитие сельского хозяйство Ирака потребовало обводнения обширных засушливых территорий за счёт отбора части стока воды из русла рек Тигр и Евфрат. В годы правления партии Баас и Саддама Хусейна началась реализация нескольких обширных мелиорационных проектов, что привело к планомерному понижению уровня воды в болотах в течение следующего десятилетия. Кроме того, в 1985 году было проведено целевое осушение части болот, на территории которых были обнаружены месторождения нефти. Недовольство местного населения проведением этих работ вылилось к середине 1980-х годов в антиправительственное восстание под руководством одного из племенных вождей, шейхом Абдул Керимом Махудом аль-Мухаммадави из Аль-бу Мухаммада под псевдонимом Абу Хатим. Впоследствии через месопотамские болота пролегал фронт Ирано-иракской войны.
В 1970-х годах расширение ирригационных проектов начало нарушать приток воды в болота. Однако после войны в Персидском заливе иракское правительство активно возобновило программу по отводу стока рек Тигр и Евфрат от болот в отместку за неудавшееся восстание шиитов. Это было сделано в первую очередь для того, чтобы ликвидировать источники продовольствия для болотных арабов и не дать оставшимся ополченцам укрыться в болотах, бригады Бадра и другие ополченцы использовали их в качестве прикрытия. План, который сопровождался серией пропагандистских статей баасистского режима, направленных против мааданов, систематически превращал водно-болотные угодья в пустыню, вытесняя жителей из их поселений в регионе. Деревни на болотах подвергались нападению и сжигались, поступали сообщения о том, что вода намеренно отравлялась.
Большинство мааданов были перемещены в районы, прилегающие к осушенным болотам, отказавшись от своего традиционного образа жизни в пользу традиционного сельского хозяйства, в города и лагеря в других районах Ирака или в иранские лагеря беженцев. По разным оценкам, к 2003 году только 1600 из них всё ещё жили на болотах. Западные болота Хаммар и Курна, или центральные болота, полностью высохли, в то время как восточные болота Хавиза резко сократились. По данным ООН, численность болотных арабов, которых в 1950-х годах насчитывалось около полумиллиона, в Ираке сократилась до 20 000 человек. По другим оценкам оценкам, от 80 000 до 120 000 человек бежали в лагеря беженцев в Иране.
Корреспондент The Observer на Ближнем Востоке Шьям Бхатия, который провёл две недели с болотными арабами в 1993 году, написал первый рассказ очевидца о тактике иракской армии по осушению болот, бомбардировке болотных деревень, а затем установке мин в воде перед отступлением. Обширный репортаж Бхатии принёс ему звание международного репортёра года, хотя эксклюзивные кадры о времени, которое он провёл в этом районе, так и не были показаны.
В результате уничтожения дамб местными общинами после вторжения США, Великобритании и Австралии в Ирак в 2003 году и прекращения четырёхлетней засухи в том же году процесс был обращён вспять, и в болотах наблюдались значительные темпы восстановления. Постоянные водно-болотные угодья в настоящее время покрывают более 50 % уровня 1970-х годов, с заметным восстановлением Центральных болот.
Усилия по возрождению болот привели к появлению признаков их постепенного оживления по мере восстановления водных ресурсов в бывшей пустыне, но восстановление всей экосистемы может занять гораздо больше времени, чем потребовалось для её разрушения. Только несколько тысяч из почти полумиллиона болотных арабов остаются в этом районе в мухафазах Майсан, Ди-Кар и Басра. Большинство остальных проживает в других шиитских районах Ирака или эмигрировало в Иран, многие из них не желают возвращаться к своему прежнему дому и образу жизни, который, несмотря на свою независимость, характеризовался крайней нищетой и трудностями. В докладе агентства Соединённых Штатов по международному развитию отмечается, что, хотя некоторые мааданы решили вернуться к своей традиционной жизни на болотах, особенно на болотах Хаммар, первое после восстановления болот у них не было чистой питьевой воды, санитария оставляла желать лучшего, медицинского обслуживания не было и в помине, как и образовательных учреждений. Кроме того, всё ещё неясно, полностью ли восстановятся болота, учитывая возросший уровень использования воды из Тигра и Евфрата.
Многие из переселённых болотных арабов стали последователями движения Муктады ас-Садра, благодаря которому они получили политический контроль над мухафазой Майсан. Политическая нестабильность и местные распри, усугубляемые нищетой обездоленного арабского населения болот, остаются серьёзной проблемой. Британский политик Рори Стюарт заметил, что на протяжении всей истории мааданы были пешками многих правителей и стали опытными притворщиками. Вожди племён внешне покорны и сотрудничали с коалицией и иракскими официальными лицами. За кулисами племена занимаются контрабандой и другой не совсем законной деятельностью.

## Генетические исследования
Генетическое исследование 2011 года показало, что болотные арабы имеют высокую концентрацию Y-хромосомной гаплогруппы J, общие для болотных арабов, иракцев и ассирийцев, и гаплогруппы J (мтДНК) имеющей самую высокую концентрацию «поддерживая общее местное происхождение», за которой следуют гаплогруппы H, U и T. Согласно упомянутому исследованию, у болотных арабов есть следующие гаплогруппы:
- Y-хромосомные гаплогруппы:
  - E1b1b 6,3 %(-M35* 2,1 %, -M78* 0,7 %, -M123* 1,4 %, -M34 2,1 %)
  - G-M201 1,4 %
  - J1 81,1 %(-M267* 7,0 %, -Page08* 72,7 %, -M365 1,4 %), J2-M172* 3,5 %
  - L-M76 0,7 %
  - Q-M242 2,8 %(Q1a1b-M25 0,7 %, Q1b-M378 2,1 %)
  - R-M207 4,2 %(R1-L23 2,8 %, R2-M124 1,4 %)
- Гаплогруппы митохондриальной ДНК:
  - Западная Евразия (77.8 %): R0 24,1 %(R0* 0,7 %, R0a 6,9 %, HV 4,1 %, H 12,4 %), KU 15,9 %(K 6,2 %, U 9,7 %), JT 22,7 %(J 15,2 %, T 7,6 %), N 15,1 %(I 0,7 %, N1 8,2 %, W 4,8 %, X2 1,4 %)
  - Северная/Восточная Африка (2.8 %): M1 2,8 %
  - Чёрная Африка (4.9 %): L 4,9 %
  - Восточная Азия (1.4 %): B4c2 1,4 %
  - Юго-западная Азия (10.4 %): M* 0,7 %, M3 2,1 %, R2 2,8 %, U7 4,8 %
  - Другие (2.8 %): N* 0,7 %, R* 2,1 %